# Polyommatus albocuneata
Polyommatus albocuneata är en fjärilsart som beskrevs av Derenne 1926. Polyommatus albocuneata ingår i släktet Polyommatus och familjen juvelvingar. Inga underarter finns listade i Catalogue of Life.